# Serguéi Judiakov
Serguéi Aleksándrovich Judiakov (en armenio: Սերգեյ Ալեքսանդրի Խուդյակով)(en ruso: Серге́й Алекса́ндрович Худяко́в) (nacido Armenak Artem Khanperiants; en armenio: Արմենակ Արտեմ Խանփերյանց; Böyük Tağlar, gobernación de Elizavetpol, Imperio ruso; 25 de diciembre de 1902 -  Moscú, Unión Soviética, 18 de abril de 1950) fue un mariscal soviético de aviación de origen armenio.

## Biografía

### Infancia y juventud
Serguéi Judiakov nació el 25 de diciembre de 1902, en el pueblo de Böyük Tağlar, ubicado en el uyezd de Shushinsky, gobernación de Elizavetpol, Imperio ruso (hoy parte de la República de Nagorno-Karabaj). Su padre murió en 1908, dejando una viuda con tres hijos. Khanperiants viajó a Bakú para estudiar y comenzó a trabajar en los campos petrolíferos propiedad del magnate y filántropo armenio Alexander Mantashev. En 1918 participó en la redacción del periódico Iskra. Mientras estaba en Bakú, se unió a los bolcheviques y organizó la Guardia Roja de la ciudad en abril de 1918.
Después de la caída de la Comuna de Bakú, y durante la posterior evacuación de los bolcheviques de Bakú a Astracán, el vapor en el que se encontraba Armenak fue hundido por una cañonera inglesa, y Armenak, que no sabía nadar, fue rescatado por su amigo Serguéi Aleksandrovich Judiakov, el comandante del destacamento de reconocimiento montado. Más tarde, durante una redada en la retaguardia de los cosacos blancos, Judiakov, herido de muerte, transfirió el mando a Armenak, y Armenak, con las armas de Judiakov en las manos y vestido, sacó al destacamento del cerco. Después de eso, Armenak tomó el nombre y apellido del difunto Serguéi Judiakov, como su propio homenaje al hombre que le había salvado la vida.
Participó activamente en la Guerra Civil: defendió la ciudad de Tsaritsyn (actual Volvogrado), comandó un pelotón y terminó la Guerra Civil como comandante de escuadrón en el Frente Transcaucásico después del establecimiento del poder soviético allí. En 1924, se afilió al PCUS.
En 1922, se graduó del segundo curso de formación avanzada de caballería para el personal de mando en Tiflis, desde 1924 trabajó como director de la escuela del regimiento y luego (1928-1931), como jefe de Estado Mayor del regimiento de caballería cosaca roja en Izyaslav (actual Óblast de Jmelnitski). Allí, en 1928, se casó con Varvara Petrovna Lelyak.
En 1936, después de graduarse brillantemente de la facultad de mando de la Academia Militar de la Fuerza Aérea Zhukovsky, el comandante Judiakov fue enviado al Distrito Militar Especial de Bielorrusia como jefe del departamento operativo de la sede de la brigada aérea. En 1937 se convirtió en Jefe del Departamento de Operaciones del Cuartel General de la Fuerza Aérea, y en 1938 en Jefe de Logística de la Dirección de la Fuerza Aérea.

### Segunda Guerra Mundial
Al producirse la invasión de la Alemania nazi a la Unión Soviética el coronel Judiakov se encontraba como jefe de Estado Mayor de la Fuerza Aérea del Distrito Militar Especial Oeste. Participó en la Batalla de Moscú, ya en el puesto de Comandante de la Fuerza Aérea del Frente Oeste (al mando de Gueorgui Zhúkov). 
En 1942, según el proyecto del mayor general Judiakov, el Cuartel General del Alto Mando Supremo decidió crear (en lugar de la fuerza aérea de los frentes) ejércitos aéreos. Esta innovación hizo posible, el concentrar toda la aviación de primera línea bajo un solo mando del comandante del ejército aéreo, atacar el sector deseado del frente. Judiakov fue nombrado jefe de Estado Mayor de la Fuerza Aérea del Ejército Rojo y un mes después, el 18 de junio de 1942, asumió el mando del 1.º Ejército Aéreo del Frente Oeste.
Las unidades de aviación bajo su mando tomaron parte en la ofensiva de las fuerzas del Frente Oeste en la dirección Rzhev-Sychevka y apoyaron a las tropas de tierra en la operación Rzhev-Vyazma. En 1943, el mariscal Judiakov coordinó las operaciones de combate de la Fuerza Aérea de los frentes Vorónezh y de la Estepa en la Batalla de Kursk y en la Batalla del Dniéper. Durante la Batalla de Kursk, su hijo Víctor de solo catorce años murió en un ataque aéreo alemán a un aeródromo soviético, cerca de Járkov. El cuerpo de Víctor fue llevado a Moscú y enterrado en el cementerio Novodévichi.
En noviembre de 1943, fue el encargado de organizar el desplazamiento aéreo de la delegación soviética a la conferencia de Teherán.
El 26 de mayo de 1943, Judiakov se convirtió en jefe de Estado Mayor y Subcomandante de la Fuerza Aérea del Ejército Rojo, y coordinó las operaciones aéreas para completar la victoria en la Batalla del Dnieper. Luego participó en la 1.ª Ofensiva de Jassy-Kishinev. En agosto de 1944, por el Decreto del Presidium del Sóviet Supremo de la Unión Soviética Serguéi Alexándrovich Judiakov recibió el rango de Mariscal de Aviación.

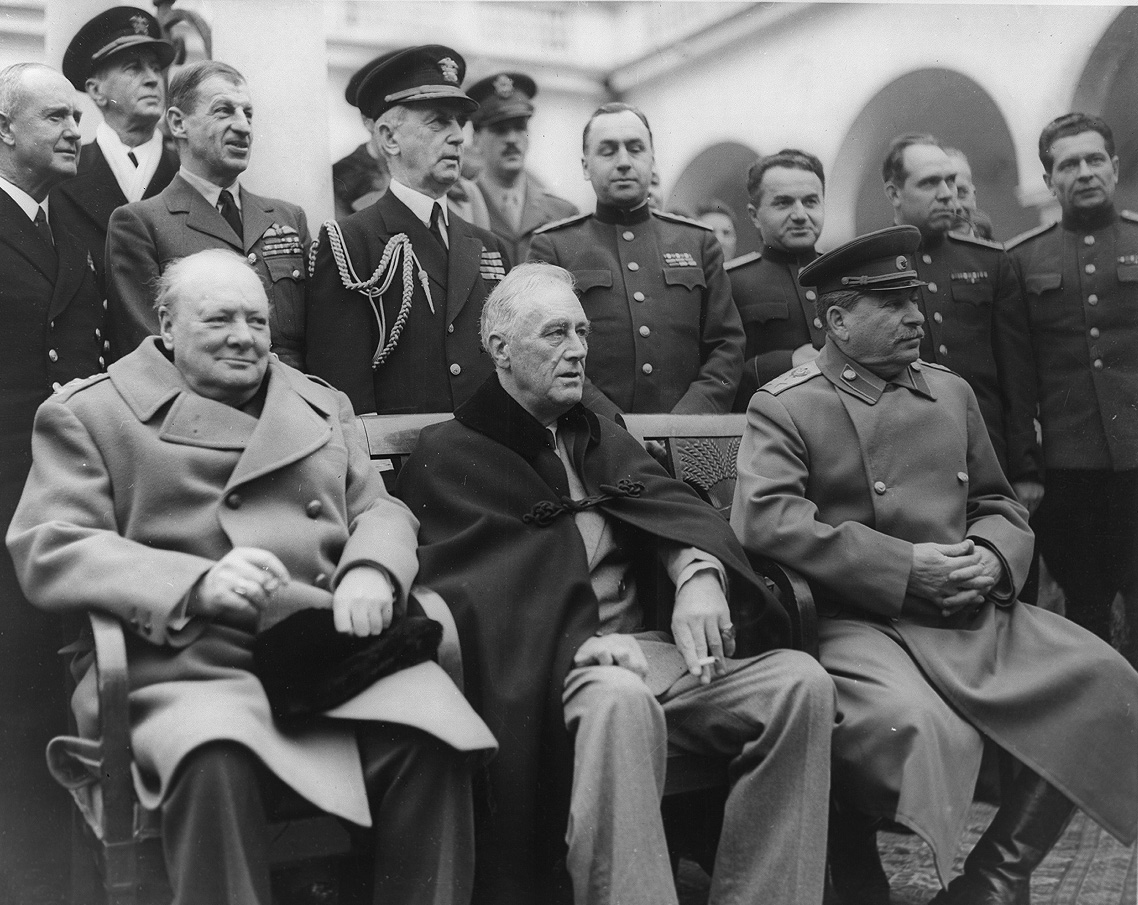
Judiakov de pie tras Stalin durante la conferencia de Yalta.

En febrero de 1945, participó en la conferencia de Yalta como asesor militar de la delegación soviética. Más tarde, en 1945, ayudó a dirigir la derrota del Ejército Imperial Japonés en el Lejano Oriente, durante la Operación Tormenta de Agosto (8-25 de agosto de 1945), como comandante del 12.º Ejército Aéreo, que formaba parte del Frente Transkaibal, del mariscal Rodión Malinovski.
En 1945, organizó un desembarco aéreo en Manchukuo, durante la cual fue hecho prisionero el Emperador de Manchukuo Puyi y se apoderó de las reservas de oro de Manchuria. Sin embargo, durante el transporte de este cargamento y otros trofeos, uno de los dos aviones que se dirigían a Moscú desapareció junto con el oro.
En septiembre de 1945, fue nombrado Comandante en Jefe de las Fuerzas Aéreas del Lejano Oriente, puesto en el que se mantendría hasta su arresto.

### Arresto y ejecución
El 14 de diciembre de 1945 fue arrestado en Chita y trasladado a Moscú, donde fue acusado en virtud del artículo 58-1 "b" del Código Penal de la RSFS de Rusia (traición a la patria). Paralelamente, se investigó su posible participación en la apropiación de bienes, trofeos y objetos de valor de la aeronave desaparecida. La investigación del caso duró más de cuatro años y finalizó en 1949.
El 18 de abril de 1950, Serguéi Aleksándrovich Judiakov fue condenado a la pena capital, con confiscación de todos sus bienes, y el mismo día le ejecutaron de un disparo. sus cenizas fueron enterradas en una fosa común en el Nuevo Cementerio Donskoye, en Moscú.
El 13 de enero de 1951, su esposa y su joven hijo Sergei fueron arrestados como miembros de la familia de un traidor a la Patria y enviados al exilio al pueblo de Glinnaya, Distrito de Taseevsky, en el Krai de Krasnoyarsk. En los mismos días, el teniente Vladímir Judiakov, hijo adoptivo del mariscal, que recibió su apellido y patronímico al ser adoptado, fue destituido de las filas del ejército soviético y luego, por decisión especial, enviado al exilio.
De acuerdo con el Decreto del Presídium del Sóviet Supremo de la URSS del 27 de marzo de 1953 sobre amnistía, se permitió a la familia Judiakov regresar a Moscú desde el exilio en el Territorio de Krasnoyarsk.

### Rehabilitación
Después de la muerte de Stalin, el Sóviet Supremo comenzó un proceso de rehabilitación para las víctimas de la represión política..
En agosto de 1954, en la Oficina del Fiscal Militar Principal se inició una revisión supervisora de los casos de investigación de materiales del archivo número 100384 de Serguéi Judiakov. 
El fiscal militar llegó a la conclusión de la introducción de pruebas de archivo del caso para la reconsideración del Colegio Militar del Tribunal Supremo con una propuesta para revocar la sentencia debido a las pruebas recién descubiertas. En este documento de servicio, por primera vez, se utilizó el apellido real, el nombre y el patronímico del mariscal: Khanferyants Armenak Artemovich.
Cuando el caso fue reexaminado por el Colegio Militar del Tribunal Supremo, se estableció que la acusación contra Khudyakov-Khanferyants no estaba confirmada por ningún dato objetivo. El 18 de agosto de 1954, el Colegio Militar de la Corte Suprema de la URSS, mediante decisión n.º 4n-09087/54, decidió:

el veredicto del 18 de abril de 1950 contra Judiakov, Serguéi Aleksándrovich, alias Khanferyants Armenak Artemovich, será cancelado debido a las circunstancias recién descubiertas.

Por decreto del Presidium del Sóviet Supremo, Judiakov fue rehabilitado por la corte el 6 de julio de 1965 y fue restaurado póstumamente al rango militar de mariscal del aire y derechos para sus galardones. Un poco más tarde, la comisión del partido dependiente de la Dirección Política Principal del Ejército soviético y la Armada reintegró al Mariscal del Aire Judiakov en las filas del partido

## Memoria

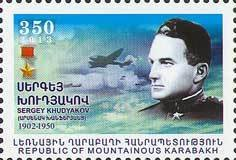
Judiakov en un sello de Nagorno-Karabaj de 2013.

Se han escrito muchos libros y monografías sobre Judiakov y muchas calles y avenidas en la antigua Unión Soviética llevan su nombre.
Un museo dedicado a la memoria de Judiakov se encuentra en su pueblo natal de Mets Takhlar, en la República de Nagorno-Karabaj. El 1 de abril de 2005, un instituto de la Fuerza Aérea Armenia recibió su nombre. El 9 de mayo de 2010, el nieto de Judiakov el teniente coronel Vardan Khanferyants encabezó una columna de soldados armenios en el Desfile del Día de la Victoria de Moscú de 2010 en la Plaza Roja en honor al 65 aniversario de la victoria en la Segunda Guerra Mundial. Su otro nieto trabaja en el Ministerio de Relaciones Exteriores de Rusia.

## Rangos militares
- Mayor general de Aviación (29 de octubre de 1941)
- Teniente general de Aviación (17 de marzo de 1943)
- Coronel general de Aviación (10 de junio de 1943)
- Mariscal de Aviación (19 de agosto de 1944)[3]

## Condecoraciones
Serguéi Aleksándrovich Judiakov recibió las siguientes condecoracionesː
- Orden de Lenin[7]

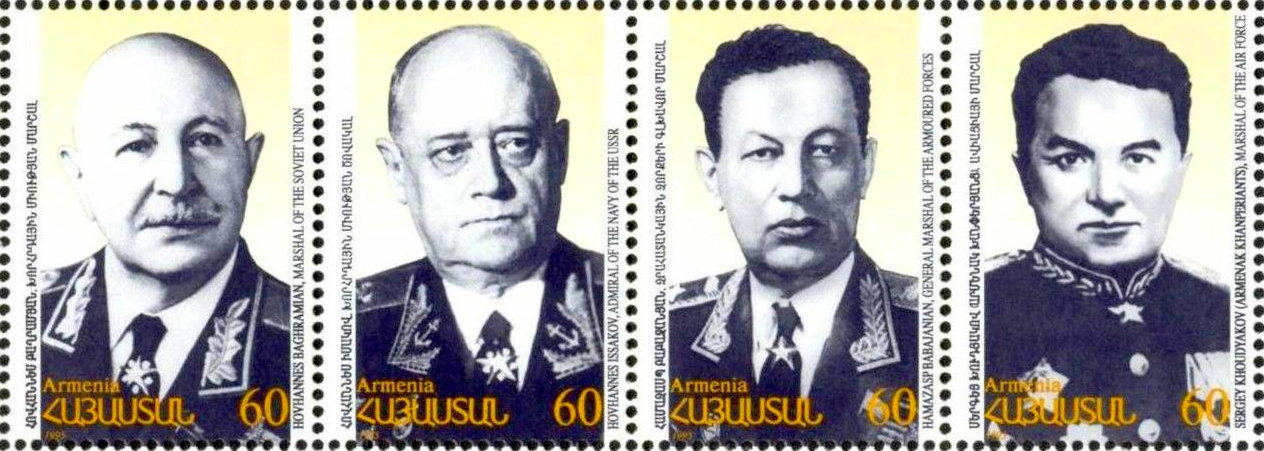
Sello armenio representando a los héroes armenios de la Segunda Guerra Mundial: Bagramián, Isákov, Babadzhanián, y Judiakov

- Orden de la Bandera Roja, dos veces[7]
- Orden de Suvórov de 1.er grado
- Orden de Suvórov de 2.do grado
- Orden de Kutúzov de 1.er grado
- Orden de la Estrella Roja
- Orden de la Insignia de Honor
- Medalla del 20.º Aniversario del Ejército Rojo de Obreros y Campesinos
- Medalla por la Defensa de Moscú
- Medalla por la Victoria sobre Alemania en la Gran Guerra Patria 1941-1945
- Medalla por la Victoria sobre Japón
- Orden de la Legión de Honor, Comandante (Francia)
- Cruz de Guerra 1939-1945 (Francia)